# CUS D’Annunzio Pescara
A CUS D’Annunzio Pescara egy olasz vízilabdaklub volt, melynek székhelye Pescara városában volt megtalálható. 
A klubot 1930-ban alapították és 2009-ben szűnt meg. Háromszoros olasz bajnok (1987, 1997, 1998) és ötszörös kupagyőztes (1985, 1986, 1989, 1992, 1998). A bajnokok ligáját 1 (1988), a LEN-kupát 1 (1996), a KEK-et 3 (1990, 1993, 1994), a LEN-szuperkupát pedig 2 alkalommal (1988, 1993) nyerte meg.

## Sikerei

### Hazai
- Serie A1
  - 1. hely (3): (1987, 1997, 1998)
  - 2. hely (5): (1986, 1989, 1991, 1996, 2011)
  - 3. hely (3): (1988, 1992, 1995)

- Coppa Italia
  - 1. hely (5): (1985, 1986, 1989, 1992, 1998)

### Nemzetközi
- LEN-bajnokok ligája
  - 1. hely (1): (1988)
  - 2. hely (1): (1998)
- LEN-kupa
  - 1. hely (1): (1996)
  - 2. hely (1): (2000)
- LEN-kupagyőztesek Európa-kupája
  - 1. hely (3): (1990, 1993, 1994)
  - 2. hely (1): (1995)
- LEN-szuperkupa
  - 1. hely (2): (1988, 1993)
  - 2. hely (2): (1990, 1994)

## Külső hivatkozások
- hivatalos honlap